# Metilació de l'ADN
La metilació de l'ADN és una modificació epigenètica de l'ADN. El process consisteix en la unió d'un grup metil (-CH₃) amb una base nitrogenada. Diferents bases nitrogenades poden patir aquest tipus de modificació per diverses funcions. L'adenina es pot metilar al nivell de les seqüències GmeATC del genoma d'alguns bacteris com l'escheríchia coli per l'enzim DAM (DNA adenine methylase). La funció d'aquesta metilació és protegir el genoma de la cèl·lula de l'atac d'endonucleases de restricció produïdes per si mateixa, com a mitjà de resistència a l'atac de bacteriòfags. Un altre exemple de metilació de l'ADN és la metilació de la citosina del dinucleòtid CpG. Aquest tipus de metilació és gairebé absent en determinades zones del genoma eucariota anomenades illes CpG, que contenen parts reguladores i promotors dels gèns eucariotes; la metilació d'aquestes seqüències és superior en patologies com ara la síndrome de Prader-Willi. La metilació fisiològica de l'ADN en aquestes regions que generalment estan situades amunt dels promotors és un fenomen que intervé en el control de l'expressió gènica en la desactivació del cromosoma X, en l'estructura cromatínica i en la impressió genètica, en la determinació de la impressió biològica. La metilació de la citosina també és un important factor de mutació, sent un dels mecanismes principals de l'epigenètica del càncer. De fet, mentre que la desaminació de la citosina produeix uracil (una base nitrogeada que no pertany a l'ADN, sinó a l'ARN, i és immediatament reconeguda com a estranya), la desaminació de la 5-metil-citosina (5meC) la transforma en timina, generant un malaparellament, en què el sistema de reparació de malaparellament no preserva sempre la base nitrogenada correcta. Se sospita que també està implicada en el tall dels introns i la modificació dels exons.